# Новоселица (Миргородский район)
Новосе́лица (укр. Новоселиця) — село,
Черевковский сельский совет,
Миргородский район,
Полтавская область,
Украина.
Код КОАТУУ — 5323288603. Население по переписи 2001 года составляло 6 человек.

## Географическое положение
Село Новоселица находится на расстоянии в 1 км от левого берега реки Хорол,
в 0,5 км от сёл Черевки, Бакумовка и Радченково.
По селу протекает пересыхающий ручей с запрудой.